# Астрачи (посёлок при железнодорожной станции)
Астрачи — посёлок при станции в Большедворском сельском поселении Бокситогорского района Ленинградской области.

## История

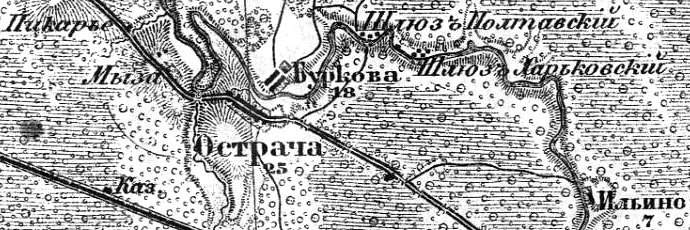
Посёлок Астрачи на карте 1913 года

Согласно карте Новгородской губернии 1913 года, на месте современного посёлка находилась железнодорожная казарма.
По данным 1966 года в состав Галичского сельсовета входил посёлок при железнодорожном разъезде Астрачи.
По данным 1973 года в состав Галичского сельсовета входил посёлок при железнодорожной станции Астрачи.
По данным 1990 года посёлок при станции Астрачи входил в состав Большедворского сельсовета.
В 1997 году в посёлке при станции Астрачи Большедворской волости проживали 10 человек, в 2002 году — 8 человек (все русские). 
В 2007 году в посёлке при станции Астрачи Большедворского СП проживали 6 человек, в 2010 году — 4.

## География
Находится в северо-западной части района у железнодорожной станции Астрачи, на линии Санкт-Петербург — Вологда, к югу от автодороги А114 (Новая Ладога — Вологда).
Расстояние до административного центра поселения — 20 км.

## Демография
| 1997 | 2002 | 2007 | 2010 | 2017 |
| ---- | ---- | ---- | ---- | ---- |
| 10   | ↘8   | ↘6   | ↘4   | ↘3   |